# بيتر ليونغ
بيتر ليونغ (بالسويدية: Peter Ljung)‏ هو متسابق دراجات نارية سويدي، ولد في 30 أكتوبر 1982 في فاكسيو في السويد.

## وصلات خارجية
- الموقع الرسمي